# Чистернино
Чистернино (итал. Cisternino) — коммуна в Италии, располагается в регионе Апулия, в провинции Бриндизи.
Население составляет 12 052 человека (2008 г.), плотность населения составляет 224 чел./км². Занимает площадь 54 км². Почтовый индекс — 72014. Телефонный код — 080.
Покровителями коммуны почитаются святые Кирик и Иулитта, празднование в первое воскресение августа.
Является членом движения «Медленный город» (итал.  Cittaslow).

## Демография
Динамика населения:

## Администрация коммуны
- Официальный сайт: https://web.archive.org/web/20160522205741/http://www.comune.cisternino.brindisi.it/